# Melophysa melo
Melophysa melo is een hydroïdpoliep uit de familie Athorybiidae. De poliep komt uit het geslacht Melophysa. Melophysa melo werd in 1824 voor het eerst wetenschappelijk beschreven door Quoy & Gaimard. 